# Espelta
A espelta ou trigo-vermelho (Triticum spelta) é uma espécie da família das gramíneas, próxima do trigo. Muito consumida em partes da Europa desde a Idade do Bronze até a Idade Média, hoje é pouco plantada, embora ainda seja cultivada na Europa Central e na Itália e tenha encontrado um novo mercado na área de alimentos saudáveis. Algumas classificações consideram a espelta uma subespécie do trigo comum (T. aestivum), dando-lhe o nome científico Triticum aestivum subsp. spelta.